# Oltre la porta
Oltre la porta és una pel·lícula dramàtica italiana del 1982 dirigida per Liliana Cavani. Fou exhibida com a part de la secció oficial del Festival Internacional de Cinema de Sant Sebastià 1982.

## Argument
Enrico, el padrastre de la Nina es troba a la presó a Marràqueix al Marroc, acusat de l'assassinat de la mare de la nena. L'home és realment innocent, però la Nina, que sap la veritat, el vol a la presó per poder dominar-lo. Depèn d'un jove estatunidenc treure la veritat a la llum.

## Repartiment
- Marcello Mastroianni com a Enrico Sommi
- Eleonora Giorgi com a Nina
- Tom Berenger com a Matthew Jackson
- Michel Piccoli com el Sr. Mutti
- Paul Bonetti
- Maria Sofia Amendolea com a secretària
- Henry Bergier
- Marcia Briscoe com a amiga de Nina
- Cicely Browne com l'àvia de Nina
- Hadija Lahnida com a germana d'Hassan
- Leandro Marcoccio com a Ira
- Atik Mohamed com a motorista encallat
- Abdelkader Moutaa
- Mahjoub Raji
- Fàtima Regragui com a mestressa de casa de l'àvia
- Giuseppina Romagnoli com la prostituta d'Enrico
- Gary Shebex
- Hammadi Tounsi